# Tommy Godwin
Tommy Godwin (n. 5 noiembrie 1920, Connecticut, SUA – d. 3 noiembrie 2012, Solihull, Anglia, Regatul Unit) a fost un ciclist de performanță ce a reprezentat Regatul Unit al Marii Britanii și al Irlandei de Nord, medaliat olimpic. A participat la o ediție a Jocurilor Olimpice (1948) în care a câștigat o medalie de bronz.

## Participări
Lista de mai jos prezintă principalele competiții la care a participat Tommy Godwin de-a lungul carierei.
- cycling at the 1948 Summer Olympics – men's 1000m time trial[*]